# Villiers-en-Lieu
Villiers-en-Lieu é uma comuna francesa na região administrativa da Champanha-Ardenas, no departamento de Haute-Marne. Estende-se por uma área de 12,9 km². Em 2010 a comuna tinha 1 550 habitantes (densidade: 120,2 hab./km²).